# بيفيرادول
بيفيرادول (بالإنجليزية: Befiradol)‏ هو المركب ذو فاعلية قوية وانتقائية عالية للمستقبل 5-HT1A حيث يعتبر ناهض تام له. له فاعلية كمسكن ألم ومضاد للألم غير الطبيعي ألم خيفي (الناجم عن أمور لا تسبب الألم في العادة) مقارنة بالجرعات العالية للمسكنات الأفيونية، وله آثار جانبية أقل وغير ظاهرة كثيرا، كما أن التحمل عند تكرار الاستخدام يكون بتواتر أقل أو عديم الحدوث.

## الصيغة الكيميائية
C20H22ClF2N3O

## الكيمياء
دراسات علاقة البنية بالتأثير بينت على أن استبدال الشطر dihalophenyl ب 3-benzothienyl، يزيد الفاعلية العظمى من 84% إلى 124%.

## المصدر
- ويكيبيديا الإنجليزية